# Хлебникова, Марина Сергеевна
Марина Хлебникова (Дёмина) (26 декабря 1958 — 6 декабря 1998) — русский литератор.

## Биография
Родилась 26 декабря 1958 года в Одессе, значительную часть жизни провела в Ильичевске (с 2016 года — Черноморск), так как вышла замуж за спортсмена-яхтсмена Сергеея Хлебникова и переехала к нему.
После окончания в 1981 году Одесского политехнического института работала инженером-программистом на заводе «Электронмаш», в специализированном конструкторском бюро.
Писала стихи, участвовала в литературном объединеним им. В. Домрина, публиковалась в московской и одесской периодической печати, в сборниках. Шесть стихотворений были опубликованы в журнале «Юность».
С 1987 по 1992 год обучалась Литературном институте им. Горького на семинаре профессора В. Дементьева. В июле 1992 года была принята в Союз писателей России не имея опубликованных книг, а на основании рукописи. Продолжала писать стихи, прозу, пьесы, сценарии. По предложению директора Русского драматического театра написала в соавторстве новогоднюю пьесу для антрепризного спектакля.
В 1998 году была подготовлена к печати первая самостоятельная книга стихов «Проверка слуха», которая была дипломной работой в Литинституте. При жизни Марины Хлебниковой книга опубликована не была — сборник был принят для публикации в издательстве «Московский рабочий», но распад СССР и и преждевременная трагическая смерть автора 6 декабря 1998 года не дали осуществить задуманное. Впоследствии благодаря мужу сборник «Проверка слуха» был издан.
12 сентября 2014 года в Ильичёвске в честь Марины Хлебниковой была установлена мемориальная доска, открытие которой состоялось в рамках IV международного арт-фестиваля «Провинция у моря».
В 2015 году по инициативе участников творческого проекта «Территория I» в Ильичёвске на средства, собранные общественностью был издан сборник стихов «Momento vita». Также отдельными томами публиковались проза и пьесы Хлебниковой.

## Творческие особенности
Для иодиостиля Марины Хлебниковой характерны индивидуально-авторские новообразования, в которых проявляется креативность, особое мировидение и мировосприятие автора.
Неологизмы Хлебниковой имеют основной функцией семантическое обогащение лексических единиц уже существующих в языке, а также создание новых тематических единиц. Большинство поэтических неологизмов автора созданы по высокопродуктивным типам. Чаще всего встречаются слова, созданные префиксально-суффиксальным и суффиксальным способами, а также путем сложения основ. Многие из созданных Хлебниковой слов имеют большую степень новизны и представляют собой непривычное сочетание словообразующих элементов, которое было неизвестно раньше. Некоторые неологизмы автора можно в настоящее время можно встретить в разговорной речи.
Среди новообразований преобладают имена существительные, которые можно разделить на группы существительных со значением деятеля оканчивающиеся на -ник, существительные со значением отвлеченного признака. Преобладают окказиональные существительные с суффиксами на -ост' и -ств(о), чаще всего с родительным падежом существительного, вероятно, этот прием используется для придания смысловой многоплановости. Существенную долю новообразований составляют слова с суффиксом -ство(о), которые автором используются для именования новых реалий или понятий, а также подчеркивания новым словом необходимых оттенков смысла или выделения своего отношения или оценки называемого. Часто новообразования с суффиксом -ств(о) для создания особого смыслового ряда используются автором среди узуальных слов с той же морфемой. Среди новообразований существительных со значением отвлеченного признака (около 30 % новообразований) имеется много сложных слов на -ние(-нье) и -ие(-je). Также имеется небольшое количество существительных образованных префиксально-суффиксальным способом, иногда встречаются отвлеченные безаффиксные отглагольные существительные. Часто используется способ образования слов при помощи сложения основ разных частей речи, иногда с добавлением аффиксов, но встречаются случаи словообразования для которых используются только основы слов.
В текстах Хлебниковой также встречаются разнообразные сложные прилагательные, а также новообразования прилагательных, созданные по модели «прилагательное + существительное» на основе метафорического переноса значения.